# Zonas Econômicas Especiais da China

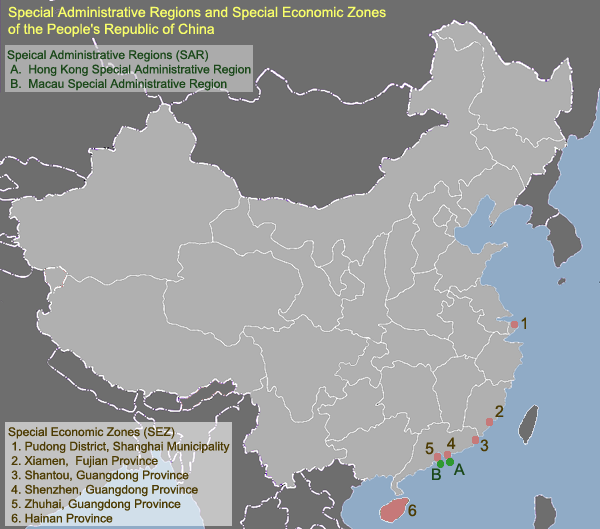
Localização das Zonas Econômicas Especiais na China.

Zonas Econômicas Especiais da China (ZEEs) são áreas designadas na China com políticas e regulamentos econômicos únicos, muitas vezes voltados para negócios com nações estrangeiras e empresas. Essas zonas normalmente promovem regulamentações de mercado mais orientadas ao livre comércio em comparação com o resto do país. Foram estabelecidas para atrair investimento estrangeiro, impulsionar diferentes formas de crescimento econômico e facilitar a experimentação com reformas de mercado. Muitas dessas zonas podem ser atribuídas à política do líder supremo da China, Deng Xiaoping, durante o início da década de 1980.
Uma das reformas mais influentes do governo de Xiaoping foi a criação de quatro ZEEs ao longo da costa sudeste da China, com Shenzhen, Shantou e Zhuhai localizadas na província de Guangdong e Xiamen na província de Fujian. Essas ZEEs iniciais foram todas estabelecidas entre 1980 e 1981. Em 1988, Hainan se tornou a quinta ZEE. Em 1990, o distrito de Pudong em Xangai se tornou a sexta ZEE. Em 2009, o distrito de Binhai em Tianjin se tornou a sétima ZEE.
Nas ZEEs, o comércio e o investimento estrangeiros e nacionais são realizados sem a autorização do governo central da China em Pequim, com incentivos fiscais e empresariais para atrair investimento e tecnologia estrangeira. O comércio era originalmente controlado pelo governo centralizado da China. No entanto, essas zonas especiais são onde políticas capitalistas orientadas pelo mercado são implementadas para atrair investimentos capitalistas estrangeiros na China. Em 1986, a China adicionou 14 cidades adicionais à lista de zonas econômicas especiais. Na década de 2020, o número combinado de ZEEs, novas áreas de nível nacional e zonas de livre comércio na China chegou a 45.

## Políticas econômicas das ZEEs
As Zonas Econômicas Especiais (ZEEs) da China implementam políticas econômicas que incluem isenções fiscais, redução de tarifas alfandegárias, lotes a preços reduzidos e flexibilidade para negociar contratos de trabalho e financeiros. Essas zonas têm autonomia para desenvolver sua própria legislação.
A Zona Econômica Especial de Shenzhen foi a mais ativa em experimentos legislativos entre 1979 e 1990, desempenhando um papel significativo na formação da legislação nacional sobre comércio e investimento estrangeiro.
A criação das ZEEs foi crucial para a produção industrial na China e para a abertura de cidades portuárias ao capital externo. Elas facilitaram a absorção de inovações tecnológicas de países avançados e atraíram investimentos, especialmente de japoneses e norte-americanos, devido à proximidade com áreas portuárias e urbanas.
As ZEEs promovem uma produção industrial diversificada, voltada para exportações, e são apoiadas por infraestrutura que possibilita a entrada de capital financeiro. Com mão de obra barata e abundante, além de um vasto mercado consumidor, as ZEEs representam uma oportunidade de crescimento para empresas. Essas zonas adotam um modelo de economia de mercado, são isentas de impostos e exigem que os salários das empresas instaladas sejam superiores aos pagos no restante da China.